# آنا دوبويس
آنا دوبويس (بالسويدية: Anna Dubois)‏ هي أكاديمية سويدية، ولدت في 20 أبريل 1962.